# آدریان آکوان
آدریان آکوان (انگلیسی: Adrian Aucoin؛ زادهٔ ۳ ژوئیهٔ ۱۹۷۳) بازیکن هاکی روی یخ اهل کانادا است.
از باشگاه‌هایی که در آن بازی کرده‌است می‌توان به کلگری فلیمس، ونکوور کناکز، فینیکس کایوتیس، و تمپا بی لایتنینگ اشاره کرد.